# Goa Velha
Goa Velha är en ort i Indien.   Den ligger i distriktet North Goa och delstaten Goa, i den sydvästra delen av landet, 1 500 km söder om huvudstaden New Delhi. Goa Velha ligger 10 meter över havet och antalet invånare är 5 656.
Terrängen runt Goa Velha är platt. Havet är nära Goa Velha åt sydväst. Runt Goa Velha är det mycket tätbefolkat, med 1 221 invånare per kvadratkilometer. Närmaste större samhälle är Marmagao, 11,1 km väster om Goa Velha. I omgivningarna runt Goa Velha växer huvudsakligen savannskog.